# 颶風金
颶風金（英語：Hurricane King）是自1926年邁阿密颶風以來，吹襲佛羅里達州邁阿密市而導致最嚴重影響的颶風。它是1950年大西洋飓风季中第十一個達到熱帶風暴強度的熱帶氣旋，也是該年大西洋颶風季的最後一個強烈颶風。金於10月13日在加勒比海西部形成，初時大致向東北移動，並緩慢增強。其於十月十七日橫掃古巴，造成七人死亡（包含間接死亡個案）及二千萬美元（1950年美元）損失。它的中心最高風速達到了130英里每小時（210每小時），隨後在邁阿密市中心登陸。金造成佛羅里達州南部逾二萬間房屋受損，其中580間嚴重受損，248間房屋被完全摧毀。它其後進一步深入內陸，嚴重損壞農作物（尤其是柑橘產業）。金在內陸減弱為熱帶風暴後橫越佐治亞州，在當地造成了停電和輕微的破壞。在美國各地，金共造成四人直接死亡、約三千萬美元損失（1950年美元，相等於3.92億2025年美元）。

## 氣象歷史
10月13日，一個熱帶低氣壓在洪都拉斯北部海岸形成，初時在加勒比海西部缓慢地向東至東北偏東移動。
當時，該系統仍然是一個偏弱的低壓區，在洪都拉斯至古巴西部產生了對流及雷暴。10月14日，它向東北偏東移動並開始发展，当天稍后时分增強成為熱帶風暴。該熱帶氣旋後來被聯合軍事音標拼寫字母取名為""（金）。10月15日，该系统仍然稳定地移动並加速，同时转向东北移動並繼續发展。
金在向古巴移動時逐漸增強，10月16日在牙买加和開曼群島之间的海域達到了颶風強度。它在當天迅速增強，在协调世界时晚上10時在卡馬圭西部以每小時150公里的持續風速登陸。金的風眼在當時依然很细小，卡馬圭市录得的最高風速只有每小時65英里（即約每小時105公里）。金在隨後12小時內橫掃古巴中部，並持續減弱。在其後進入佛罗里达海峡後，金快速地重整结构，重新增強，并开始向西北偏北移动。当时，飓风猎人測得最高持續風速達到每小時100至105英里（即约每小時160至165公里），录得的气压為988毫巴，而風眼的直徑是20英里（32公里）。隨後，南佛罗里达州发布警告，预计18小时内会受强烈的飓风吹袭。10月18日，金達到了強烈颶風的等級。這是該年颶風季第六個，同时也是最後一個達到該等級的颶風。在24小時內，其中心氣壓下降了33.2毫巴，風眼的直徑縮小到5英里（即8公里）。协调世界时10月18日早上5時，颶風金在佛羅里達州迈阿密市中心登陸，最高持續風速為每小時130英里（約每小時210公里），達到萨菲尔-辛普森飓风等级的四級颶風等級；东部眼墙扫过比斯坎岛、弗吉尼亚岛和迈阿密海滩；西部眼墙則掠过科勒尔盖布尔斯和迈阿密国际机场。其后，国家气象局的辦公室亦遭到金的東部眼牆扫过，錄得每小時122英里（每小時197公里）的最高持續風速，陣風風速經估算後，約為每小時150英里（每小時240公里）。
金在橫過奧基喬比後，所錄得的最低氣壓為977毫巴。其後，風暴的南部和西部眼墙風力減弱，但佛羅里達州東部沿海地方的陣風風力仍然達到颶風等級。10月19日，金在佛羅里達州中北部減弱為熱帶風暴，並於當天稍後時間於佐治亞州西部進一步減弱為熱帶低氣壓。金持續向西北方向移動，10月20日在阿拉巴馬州完全消散。

## 前續工作與影響

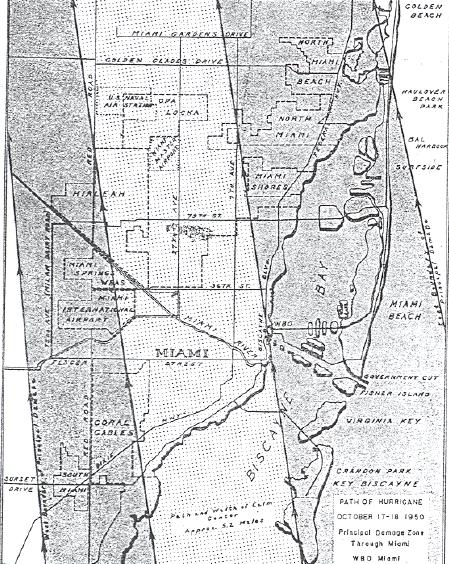
Wind swath of King over Miami

### 加勒比
在洪都拉斯海岸的天鵝群島，錄得了2.03英寸（52 mm）的雨量。在金登陸前，政府在古巴東部、巴哈馬群島等地發佈了熱帶氣旋警告。 它在橫過古巴時，在陸上錄得了高達每小時195公里的風速。是次風暴在加勒比導致2百萬美元（1950年美元）的損失。在暴風雨下，一艘貨輪意外沉沒，救援人員隨即在海上展開救援行動。當時消息指有10名船員失蹤，但最終仍不清楚意外中的死亡人數。

### 佛羅里達

#### 建築物的損毀
在金登陸當地的大約36小時前，邁阿密氣象局已經向南佛羅里達發出颶風警報，當時它位於在古巴以南。在登陸前約18小時，該警報被颶風警告所取代。此次提早發放預警的目的是為了減少損失，然而普遍大眾忽視該警告，沒有正確作出預防措施，例如固定窗戶等，因此造成了比預期更嚴重的損害。
颶風金在當地的午夜時分吹襲邁阿密，並帶來大範圍的強風。它的風眼直徑約為8.4公里；其風眼西部邊緣移動並穿越邁亞密國際機場，陣風風速達到每小時202公里，其東側則吹襲邁阿密國家氣象局，錄得每小時197公里的最高持續風速（詳見下表）。在金登陸時，它的中心附近形成了閃電，是佛羅里達州因金所錄得的首宗閃電。當地的氣象部門指，金是自1926年邁阿密颶風以來，吹襲當地而影響最嚴重的颶風。
在佛罗里达州，損失的總額为2775万美元（1950年美元），邁阿密都會區佔了當中的1500万美元。金破壞了20,861所位於南佛羅里達州的房屋，當中有580所房屋受到了嚴重的損毀，有248所房屋被完全地摧毀，居民需要緊急撤離；同時，根據初步調查，約有2000間商店的櫥窗遭到損毀。在邁阿密以北，擁有2000萬人口的西荷里活亦受到了嚴重的破壞，有約150所房屋被強風破壞及摧毀，造成數百人無家可歸。位於劳德代尔堡的布勞沃德郡機場，金破壞了55座建築物，並令一架飛機受到了嚴重的損毀。在較北位置的棕榈滩，損壞程度則相對較低，造成了塌樹及水浸等破壞。強風則摧毀了在奧蘭多機場飛機庫的頂部。

#### 農作物的損失
在佛羅里達州的中部，颶風對農作物及其他財產造成了廣泛的破壞。在印度河沿岸，西柚等作物受損程度最嚴重，損失估計達到了三成。但是種植橙的農地並沒有受到太大的影響，沒有種植該作物的農地出現超過5%的損失；柑橘屬作物的受損程度比最初預料之中較小。共有約300萬美元（1950年美元）柑橘屬作物受破壞，亦有有相等於250萬箱份量的柑橘受到損毀，需要丟棄。此外，金所帶來的雷雨淹沒了奧基喬比湖附近約20.3平方英里（53平方）的菜田；在龐帕諾比奇附近，狂風及大雨對農民在秋天所種植的農作物造成了極為嚴重的損失。受影響的作物包括但不限於豆角、棉豆、黃瓜、茄子、美洲南瓜等，它們絕大多數都需要重新種植。匹爾斯堡附近農場所種植的蕃茄亦受到了嚴重的損失。

#### 強風及傷亡
| 位置             | 最高風速  | 最高風速  |
| 位置             | mph       | km/h      |
| ---------------- | --------- | --------- |
| 卡里斯福特礁燈   | 66        | 107       |
| 迈阿密国家气象局 | 122 150*^ | 197 242*^ |
| 邁亞密國際機場   | 125*      | 202*      |
| 希爾斯伯羅燈塔   | 91        | 147       |
| 克莱维斯顿       | 93*       | 150*      |
| 维罗海滩         | 72        | 116       |
| 杰克逊维尔       | 82*^      | 133*^     |

強烈的雨带橫過並遍佈佛羅里達州的東部海岸線，位於劳德代尔堡附近的希爾斯伯羅燈塔錄得了每小時91英里（每小時147公里）的持續風速；而聖奧古斯丁燈塔錄得了每小時87英里（每小時141公里）的陣風。位於內陸地區、佛羅里達州人口最多的城市杰克逊维尔則錄得了每小時72英里（每小時116公里）的持續風速，並錄得了每小時82英里（每小時133公里）的陣風。由於金在當地造成了塌樹並吹斷了電線，該城市發生大規模停電；當地亦發生了強勁的暴風雨，部分街道因洪災而被淹，有約30個家庭需要撤離。
此次風暴導致佛羅里達州中50人受傷，至少三人死亡， 其中兩名分別居住於西荷里活及哈伦代尔海滩的人士，因房屋倒塌而死亡；至於第三名死者是桑福德的一名男孩，他在一條小溪中溺水身亡。另外，有一則報道指，一名男子在邦乃尔以西水域因船隻翻側而遇溺死亡，但該報導至今仍未獲證實。
金是1950年第二個吹襲佛羅里達州的強烈颶風（即達到萨菲尔-辛普森飓风等级中的第三級或以上）。這是有紀錄以來第一次，一年內有兩個該等級的颶風吹襲佛羅里達州。其後，只有2004年的飓风查利及飓风珍妮，以及2005年的颶風丹尼斯及飓风威尔玛出現此情況。

### 其他州份
金在消散前，以热带风暴的强度移动至喬治亞州。金在当地带来了暴雨和高达每小時55英里（每小时90公里）的阵风，导致华尔多斯塔停电了三小时，有数棵树倒塌。在佐治亚州范围内，金造成了25万美元的损失（1950年美元），并导致一人死亡。
金在美國共造成4人死亡及3000萬美元（1950年美元）的損失。其亦造成199人受傷，當中16人傷勢嚴重。

## 後續工作及其後影響
在風災過後，政府將佛羅里達國民警衛隊部署到受影響地區，維持秩序並平息災後引起的混亂。在佛羅里達州，共有3,897人在受到颶風吹襲後提出保險索償，當中80％提出索償的人士來自邁阿密地區。保險公司一共支付了約100萬美元來賠償市民雄風暴期間受到的損失。此外，由於風暴大規模地破壞當地的柑橘作物，導致它們的價格短暫上漲，在10月下旬才大致恢復到正常水平。
“金”这个名称是聯合軍事音標拼寫字母的一部分，而該命名系統於1953年退役，開始使用女性的名字。即使它在隨後數年大西洋颶風季的命名列表中，但仍沒有再次使用该名称。
按照佛罗里达州南部人口增长的數據，如果同样強度的飓风在2001年吹袭该处，估计保險公司需支付的賠償金額將不少於28亿美元。

## 外部連結
- 金的颶風路徑圖存檔 （页面存档备份，存于）（英文）
- NOAA對於颶風金的描述 （页面存档备份，存于）（英文）

| A | B | C | D | E | F | G | H | I | J | K | 12 | L |

| 萨菲尔-辛普森飓风风力等级 |    |    |    |    |    |    |
| TD                        | TS | C1 | C2 | C3 | C4 | C5 |